# Kangertittivaq
De Kangertittivaq (Deens: Scoresby Sund) is de langste fjord ter wereld, gelegen in het oosten van Groenland. De fjord strekt zich 350 kilometer landinwaarts, en is over het algemeen 1500 meter diep. Met zijn vele rivierarmen is het ook het grootste fjordencomplex ter wereld.
Ittoqqortoormiit (Deens: Scoresbysund) is de voornaamste plaats van het gebied en ligt bij de monding van de fjord. Aan de fjord bevindt zich tevens het grootste nationale park ter wereld. In de fjord ligt het eiland Milne.

## Geografie
De monding is 29 kilometer breed tussen Kaap Brewster aan de zuidzijde (aan de noordoostzijde van het Geikieplateau) en Kaap Tobin op Liverpoolland aan de noordzijde. Aan de zuidzijde bevindt zich een 1000 tot 2000 meter hoge basalten rotswand en de noordzijde is lager en ronder. Vanaf de monding in de Noordelijke IJszee gaat de fjord ongeveer 110 kilometer naar het westen, buigt vervolgens naar het noorden, verwijdt zich en vormt een bekken, Hall Bredning genaamd. Van daar uit splitst de inham zich in verschillende takken, waaronder de Nordvestfjord (met Flyverfjord), Øfjord (die zich splitst in Rypefjord en Harefjord), Røde Fjord, Gåsefjord en Fønfjord. Tussen de Øfjord en Fønfjord ligt het grootste eiland van het systeem, het Milneland. Het land rondom de fjord is voornamelijk bergachtig met steile sterk stijgende randen.
Op krap 20 kilometer van de monding ligt aan de noordzijde de Hurryinham, een inham tussen het oostelijke Liverpoolland en westelijke Jamesonland.

## Gletsjers
Op de fjord komen tientallen gletsjers uit, waaronder:
- Daugaard-Jensengletsjer

De eerste 140 kilometer vanaf de monding heeft de Kangertittivaq op de zuidoever een aantal gletsjers, waaronder de Romagletsjer, Milanogletsjer, Torvgletsjer, Vestre Borggletsjer, Solgletsjer en Bredegletsjer (van oost naar west).

Arctische begroeiing aan de oevers van de fjord.

- Biblioteca Nacional de España: XX6221518
- Nationale Bibliotheek van Tsjechië: ge1240183
- Nationale Bibliotheek van Israël: 987007541807605171
- Système universitaire de documentation: 221571728
- Virtual International Authority File: 6000151595781505470005